# Стрепухов, Михаил Фёдорович
Михаил Фёдорович Стрепухов — советский хозяйственный, государственный и политический деятель.

## Биография
Родился в 1908 году на территории современной Ростовской области. Член КПСС с 1932 года.
С 1924 года — на хозяйственной, общественной и политической работе. В 1924—1976 гг. — в комсомоле, на ответственной работе в партийных органах и органах советской печати, редактор сельхозотдела газеты «Колхозное знамя», заведующий отделом печати Ростовского обкома КПСС, главный редактор областной газеты «Молот», заместитель заведующего отделом пропаганды и агитации ЦК КПСС, главный редактор газеты «Труд», организатор, первый главный редактор газеты «Советская Россия», главный редактор возрожденного журнала «Советы депутатов трудящихся».
Делегат XVIII съезда ВКП(б).
Умер в Москве в 2003 году.